# Michael Kulikowski
Michael Kulikowski (3 settembre 1970) è uno storico statunitense, professore e preside del Dipartimento di Storia alla Pennsylvania State University, e specializzato nella storia del Mediterraneo occidentale durante la Tarda antichità.

## Biografia
Fu studente di Walter Goffart.
È autore dei libri Late Roman Spain and Its Cities (2004) e Rome's Gothic Wars from the Third Century to Alaric (2006), oltre che di numerosi articoli, che spaziano dall'affidabilità della Notitia Dignitatum come fonte storica, all'auto-identificazione etnica, all'esame delle carriere di diversi individui tardo-romani.
Talvolta, è associato alla Toronto School of History. 

## Opere
- (EN) Late Roman Spain ant Its Cities, Johns Hopkins University Press, 2004.
- (EN) Rome's Gothic Wars: From the Third Century to Alaric, Cambridge University Press, 2006.
- L'Età dell'oro dell'Impero Romano. Da Adriano a Costantino (The Triumph of Empire: The Roman World from Hadrian to Constantine, 2016), traduzione di V. Cabras e M. Cerato, Collana I Volti della Storia, Roma, Newton Compton, 2017, ISBN 978-88-227-0795-6.
- Tragedia imperiale. Dall'impero di Costantino alla distruzione dell'Italia romana (363-568) (The Tragedy of Empire: From Constantine to the Destruction of Roman Italy, 2019), Collana Saggi, Milano, Hoepli, 2023, ISBN 978-88-360-0932-9.